# Рамбулье (порода овец)
Рамбулье (фр. Mérinos de Rambouillet) — порода мериносовых овец во Франции, происходящая из Испании, откуда она была завезена в 1786 году.

## История
В 1786 году Людовик XVI купил более 300 испанских мериносов у своего двоюродного брата — испанского короля Карла III. Впоследствии стадо выращивалось на экспериментальной королевской овчарне, построенной во время правления Людовика XVI в Рамбуйе (в 50 км к юго-западу от Парижа). Стадо выращивалось исключительно на этой ферме, и овцы не продавались в течение нескольких лет, вплоть до начала XIX века.
Рамбулье — выносливая овца, очень хорошо приспособленная к засушливому климату. У них посредственная плодовитость, в среднем 1,2 ягненка на помет, ягнята при этом растут очень плохо. Шерсть овец Рамбулье очень хорошего качества с однородными, эластичными и стойкими белыми прядями. Все стадо находится в национальной овчарне в Рамбуйе; на протяжении всей истории эти овцы широко использовались для улучшения производства шерсти других пород овец во Франции и во всем мире, например, в Австралии, Латинской Америке и Восточной Европе.
В результате аутбридинга с английскими длинношерстными породами и последующей селекции была получена четко определённая порода, отличающаяся по нескольким важным пунктам от оригинального испанского мериноса. В 1889 году в Соединенных Штатах компанией Larmon B Townsend & Larmon G Townsend в Ионии, штат Мичиган, была создана Ассоциация Рамбуйе с целью сохранения этой породы.